# اینگرید فون برگن
اینگرید فون برگن (آلمانی: Ingrid van Bergen؛ زادهٔ ۱۵ ژوئن ۱۹۳۱) هنرپیشه اهل آلمان است.
از فیلم‌ها یا برنامه‌های تلویزیونی که وی در آن نقش داشته‌است می‌توان به شهر بی‌ترحم اشاره کرد.